# 海子
海子（1964年3月24日—1989年3月26日），本名查海生，中國當代詩人。與西川和駱一禾合稱為“北大三劍客”。

## 简历
1964年3月24日，海子出生於安徽省怀宁县高河镇查灣村，是查振全與操採菊夫婦的第三個出生的孩子（前兩個女孩夭折），也是家中兄弟四人中的老大。
海子在農村度過了少年時代，中學就讀於高河中學。1979年，海子以15歲之齡成為安慶地區高考文科狀元，進入北京大學法律系。
1983年，19歲的海子本科畢業後於中國政法大學工作，初在校刊擔任編輯，後進入哲學教研室，以講師身分教授美學等課程。海子平時住在北京昌平的教職工宿舍裡，在极其朴素的生活中坚持写诗，只有部分得以发表。海子最好的作品，大多是在他逝世后才发表的。
海子在生命中的最后几年醉心于西藏文化和气功。1989年3月26日傍晚在河北秦皇島山海關臥軌自殺，年仅25歲。臥軌時，海子随身携带了四本书：《圣经》、亨利·戴维·梭罗的《瓦尔登湖》、托尔·海尔达尔的《孤筏重洋》和《康拉德小说选》。

## 诗歌
1982年開始寫詩，曾獲北京大學第一屆藝術節五四文學大獎特別獎、第三屆十月文學獎榮譽獎。海子的成名作是1984年创作的《亚洲铜》和《阿尔的太阳》，第一次使用“海子”作为笔名。海子在创作初期受朦胧诗人江河，特别是杨炼的影响，形成了诗歌创作的方向之一“史诗”的创作。这些长诗创作，虽然评论界对其有不同的看法，但无论其宏深的文化背景、宏大的艺术结构，还是其鲜活的奇崛的语言，都显示了海子的诗歌天才，对于这些巨构的解读，将使海子杰出的现代浪漫主义诗人形象日益突显出来。但受到读者普遍欢迎的是海子的抒情短诗。海子一生大概创作短诗200余首，这些抒情短诗涉及的范围极为广泛，最为触目惊心的是海子对生命存在的那种锥心泣血的体验和对太阳、河流、草原、大地、历史这些本原意象的痴迷。在海子的诗里，有对珍贵的人间生活的眷恋，有对“幽深而神秘”的存在的沉思，有对爱情来临的幸福礼赞，也有对失去爱情时的痛苦凭吊。从1993年起，北大每年举行诗歌节，以纪念海子。2013年北大“未名诗歌节”不再举办。他常被引用的一句诗歌是“我有一所房子，面朝大海，春暖花开”。该诗《面朝大海，春暖花开》是被人们传诵得最多的诗篇，同时也是被人们误读得最多的一首诗。该诗曾被中国大陆人教版高中语文课本收录。現代詩之外，海子寫於1987年的《漢俳》9首，不受行數字數等形式上的限制，是早期自由句的代表作者之一，如第7首《風吹》：「茫茫水面上天鵝村庄神奇的門窗合上」。

## 主要作品
诗集：
- 《小站》（海子自印）、《河流》
- 《麥地之瓮》（與西川合印）
- 《海子诗全集》（西川编辑，2009年出版）

長詩：
- 《传说》
- 《河流》
- 《太阳·大扎撒》（《大扎撒》是海子一部未完成的长诗，西川编的《海子诗全集》中将其收录为《太阳七部书》之一。）

诗剧
- 《太阳·断头篇》
- 《太阳·土地篇》
- 《太阳·弑》
- 《太阳·诗剧》
- 《太阳·弥撒亚》
- 《但是水、水》（《但是水、水》是一部三幕诗剧，但西川编的《海子诗全集》没有将其收录为《太阳七部书》之一。）

小说及神秘故事
- 《太阳·你是父亲的好女儿》（《太阳·你是父亲的好女儿》是海子的一部中篇小说。海子原计划写三部曲，但只完成这一部。）
- 《神秘故事六篇》（包括龟王、木船、初恋、公鸡、诞生、南方）

选集全集
- 《海子的诗》，人民文学出版社，1995年
- 《海子诗全编》，西川 编，三联书店，1997年
- 《海子诗全集》，西川 编，作家出版社，2009年
- 《面朝大海，春暖花开》（海子抒情诗新编），作家出版社，2016.1

## 自杀
1989年3月26日傍晚，海子在河北省秦皇岛市山海关附近卧轨自杀。年仅25岁。
根据海子在自杀前一天和前两天所留的五封遗书，海子将自己的自杀归罪于中央政法管理干部学院的常远和身在武汉的孙舸，认为他们应该为自己的自杀负责，海子自杀的直接原因与精神分裂症有关。
其随身携带有四本书：《圣经》、亨利·戴维·梭罗的《瓦爾登湖》、托尔·海尔达尔的《孤筏重洋》和《康拉德小说选》。

## 纪念

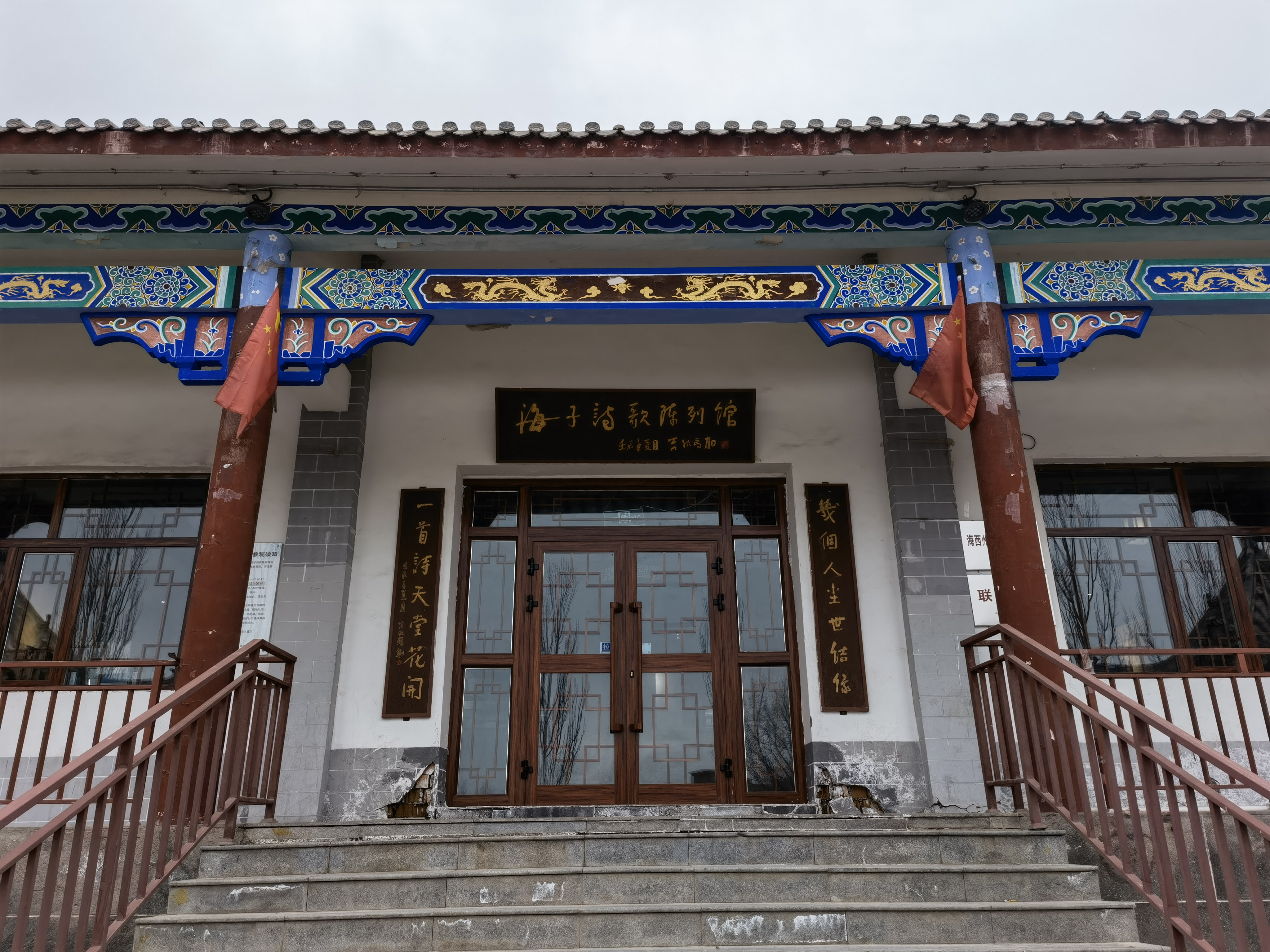
海子诗歌陈列馆

- 2008年，海子故居被当地政府列为县级重点文物保护单位。[7]
- 2009年，安徽省安庆市怀宁县政府组织的一系列纪念活动，包括瞻仰海子故居，凭吊海子墓，召开“中国·海子诗歌研讨会”。[7] [8]
- 2009年3月26日，北京大学第十届未名诗歌节开幕式暨海子逝世20周年纪念活动在北大百年讲堂举行。[9][10]
- 2012年，海子诗歌陈列馆在青海省德令哈市开馆，展出海子的代表诗作和相关的资料、图片、书籍。

## 相關評論
- 有人說[11]，海子是農業文明的殉葬者。但是，大部分熟读海子诗歌的人认为海子是在生命历程探索中，为了自己产生的一种信仰而自杀。[12]
  - 人们在大多数情况下认为，对于诗人海子的死有必要达成一定意义上的公论。但是客观的讲，海子在自身心灵与诗歌的演变中并不能够占据完全的主导性，在此或可以引入心理环境（威廉·叶芝《幻象》）来说明：人具有命运之躯。也就是说海子的死或无任何我们所猜想中的情况所决定，而是一个诗人在自身极致复杂的精神状况下的一个具有倾向性的选择。[原創研究？]
- 诗人西川认为，“诗人海子的死将成为我们这个时代的神话之一。”“海子，必将在其诗歌中获得永生。”[12]

- 王文武认为，海子作为中国的最后一个田园诗人，海子对中国诗歌乃至文学的贡献，在于能够“我手写我心”，而不是哗众取宠的噱头。[13]
- 朱大可：“海子的死”意味着海子从诗歌艺术向行动艺术的急速飞跃。经过精心的天才策划，他在自杀中完成了其最纯粹的生命言说和最后的伟大诗篇，或者说，完成了他的死亡歌谣和死亡绝唱。”
- 姜冰：思想的力量往往是在思想者本人远去很长一段时间后，才会被这个反应迟钝的世界所感知。抑郁而亡的孔子是这样，受难命终的耶稣也是这样。可诗人海子在卧轨自杀后的短短几年内，就已经给予了世人心底最猛烈的撞击。他诗歌中沁人心脾的原始气息，像是闪着煜煜金光的束束麦芒，每一次阅读都会刺痛我们干涸已久的瞳孔。
- 严杰夫（书评人）：要么向现实妥协，而成为精神死去的普通人，要么永远不低头，仍成为肉体死去但精神不死的一柱光芒。
- 严彬拉夫（凤凰网读书频道主编）：因为海子，我认为自己并没有死掉的资格，我还没有像他那样，写出很牛的诗来，穿上昨天的旧衣服，横心朝向火车。

## 相关书籍
- 《海子传》，余徐刚，江苏文艺出版社
- 《不死的海子》，崔卫平，中国文联出版社，1999年
- 《解读海子》，高波，云南人民出版社，2003年
- 《面朝大海，春暖花开——海子的诗意人生》，周玉冰，安徽文艺出版社，2005年
- 《大地情怀与形上诉求--对海子〈太阳〉七部书的阐释》，胡书庆，河南人民出版社，2007年
- 《天空一无所有，为何给我安慰》，随园散人，北京联合出版公司，2013年

## 外部連結
- 西川:《關於海子的死》 （页面存档备份，存于）
- 余徐剛《海子傳》 （页面存档备份，存于）
- 诗人 海子 遗书首次公开披露 （页面存档备份，存于）